# Romitia nigra
Romitia nigra là một loài nhện trong họ Salticidae.
Loài này thuộc chi Romitia. Romitia nigra được Lodovico di Caporiacco miêu tả năm 1947.